# 对针虫属
对针虫属（学名：Amphibelone）是异长针虫科下的一个属。

## 下属物种
本属包括以下物种：
- 平面对针虫 Amphibelone hydrotomica (Haeckel, 1887)